# Sander de Wijn
Sander de Wijn (Boxmeer, 2 mei 1990) is een Nederlands hockeyer die uitkomt voor HC Kampong en het Nederlands elftal.

## Carrière
De Wijn, een verdediger, begon in de jeugd bij JVC Cuijk en ging daarna naar RKHV Union. Sinds  2008 speelt De Wijn voor Kampong. Hij speelde voor het Nederlands B, Nederlands A en Jong Oranje. In 2011 werd hij uitgeroepen tot grootste talent in de hoofdklasse. Hij debuteerde in 2011 in het Nederlands team. 
Hij werd uitgeroepen tot sportman van 2012 op SV Kampong.
Hij nam deel aan de Olympische Spelen van 2016, waar hij met het Nederlands team een 4e plaats behaalde.
Sander de Wijn tekende in de winterstop van 2014-2015 zijn contract bij Osaka Hockey. In het seizoen 2016-2017, 2017-2018 en 2023-2024 werd hij landskampioen met HC Kampong.

## Onderscheiding
- 2015 – Gouden Stick

## Privé
De Wijn heeft een relatie met hockeyster Renée van Laarhoven.